# فلیکس گرتا
فلیکس گرتا (انگلیسی: Félix Garreta؛ زادهٔ ۲۱ آوریل ۲۰۰۴) بازیکن فوتبال اهل اسپانیا است که در پست دفاع میانی برای بتیس دپورتیوو بالومپیه بازی می‌کند.